# Bažant Swinhoeův

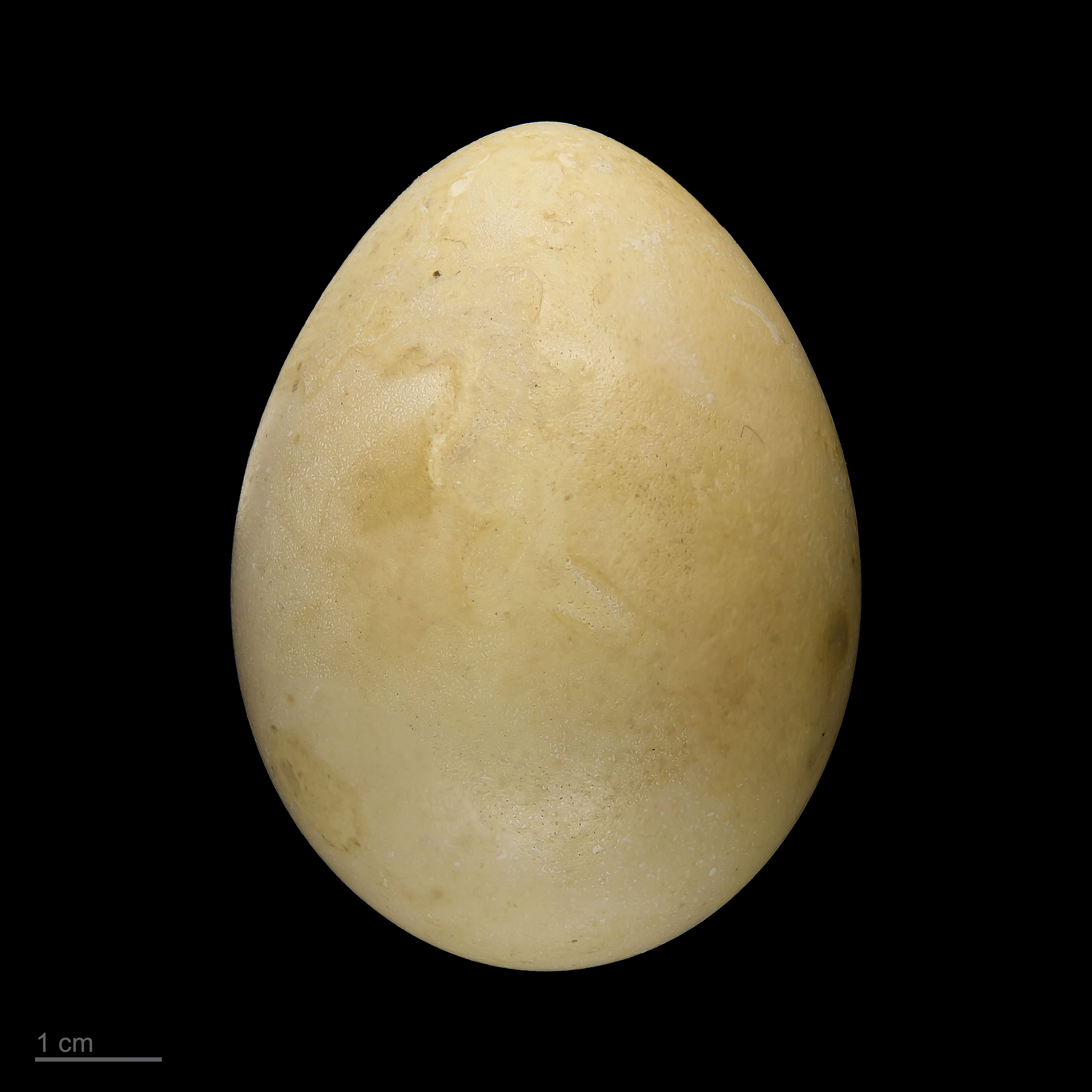
Lophura swinhoii

Bažant Swinhoeův (Lophura swinhoii) bývá nazýván také jako bažant sedlatý. Jde o endemit, který je ve volné přírodě rozšířen jen na ostrově Tchaj-wan. Je to lesní druh hnízdící na zemi, nebo vzácněji na nižších větvích stromů. Živí se bobulemi, semeny, výhonky rostlin a hmyzem. V přírodě je velice vzácný, ale častěji je chován v zoologických zahradách - (v ČR je k vidění v ZOO Plzeň a v ZOO PARK Vyškov).